# Liste der Monuments historiques in Villiers-le-Duc
Die Liste der Monuments historiques in Villiers-le-Duc führt die Monuments historiques in der französischen Gemeinde Villiers-le-Duc auf.

## Liste der Immobilien
| Bezeichnung                        | Beschreibung | Standort                                             | Kennzeichnung | Schutzstatus   | Datum     | Bild           |
| ---------------------------------- | --- | ---------------------------------------------------- | ------------- | -------------- | --------- | -------------- |
| Kirche St-Jean-Baptiste            | ab dem 13. Jahrhundert; mit Wandgemälden des 15. Jahrhunderts | Rue de l’Eglise (Lage)                               | PA00112729    | Inscrit Classé | 1988 1995 | weitere Bilder |
| Abtei Val des Choux                | auch Abtei Val Saint-Lieu; im 12. Jahrhundert gegründetes Mutterkloster der Cauliten, nach der Französischen Revolution aufgelöst und 1792 als Nationalgut verkauft; erhaltener Gebäudebestand aus dem 17. und 18. Jahrhundert | südöstlich des Ortes (Lage)                          | PA00112784    | Inscrit        | 1992      | weitere Bilder |
| Grenzsteine des Forêt de Châtillon | insgesamt 64 Grenzsteine, ab dem 14. Jahrhundert, hauptsächlich aus dem 17. Jahrhundert; auch zu Buncey, Maisey-le-Duc, Nod-sur-Seine und Saint-Germain-le-Rocheux                                                             | südlich, südwestlich und südöstlich des Ortes (Lage) | PA21000063    | Classé         | 2012      |                |
| Château de Villiers-le-Duc         | Schloss, ab 1622 am Ort einer älteren Burg erbaut | 1 rue Saint Phal (Lage)                              | PA21000010    | Inscrit        | 1997      | weitere Bilder |

## Liste der Objekte
| Bezeichnung               | Beschreibung                                                            | Standort                              | Kennzeichnung | Schutzstatus | Datum | Bild |
| ------------------------- | ----------------------------------------------------------------------- | ------------------------------------- | ------------- | ------------ | ----- | ---- |
| Skulptur Madonna mit Kind | Holz, weiß gefasst, um 1700; möglicherweise aus der Abtei Val des Choux | in der Kirche St-Jean-Baptiste (Lage) | PM21002533    | Classé       | 1964  |      |